# Arkadi Iljitsch Ostaschew

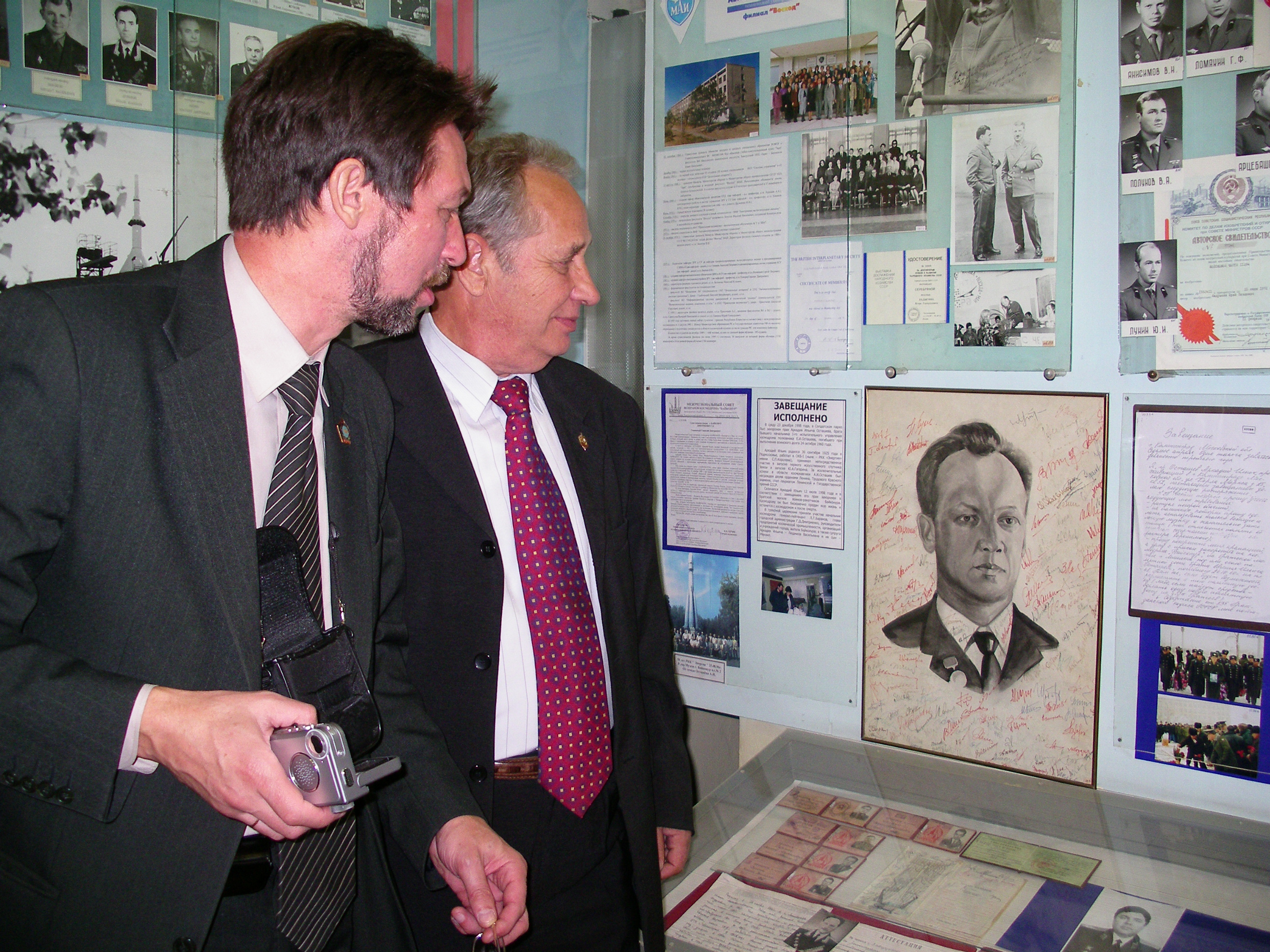
Porträt Ostaschews rechts unten in einer Museumsausstellung in Baikonur

Arkadi Iljitsch Ostaschew (russisch Аркадий Ильич Осташев), * 30. September 1925 in Maloje Wassiljewo; † 12. Juli 1998 in Moskau, war sowjetischer und russischer Maschinenbauingenieur, Weltraumpionier und Hochschullehrer.

## Leben
Als Jugendlicher baute Arkadi Ostaschew zusammen mit seinem älteren Bruder Jewgeni nach einer Anleitung aus der populärwissenschaftlichen Zeitschrift Wissen ist Macht ein Teleskop mit 10-facher Vergrößerung auf, das in zwei Ebenen geschwenkt werden konnte. Sie beobachteten den Mond und schwärmten von Flügen zu den Planeten des Sonnensystems. Schon in der zweiten Klasse überzeugte ihn Jewgeni von der Weltspitzenstellung der deutschen Wissenschaft und Technik und brachte ihm Deutsch bei. 1942 schloss Arkadi Ostaschew die 9. Klasse der Mittelschule Nr. 32 in Elektrougli ab.
1942 immatrikulierte Ostaschew am Moskauer Luftfahrtinstitut (MAI) nach einem 2,5-monatigen Vorbereitungskurs und bestandener Zulassungsprüfung. Im vierten Jahreskurs gelang es ihm, deutsche Dokumente über die Raketentechnik kennenzulernen, die nach dem Deutsch-Sowjetischen Krieg eine Gruppe von Spezialisten in Deutschland beschafft hatte. Nach dem sorgfältigen Studium der Ergebnisse der deutschen Raketenentwickler entschloss sich Ostaschew schließlich zu dem Diplomarbeitsprojekt Verbundrakete mit Flügeln an der letzten Stufe mit einem besonderen Abschnitt über die Bewegungsstabilität der Flügelstufe. Wegen der Neuheit des Themas war die Auswahl des Betreuers schwierig, indem der zuständige Dekan Wladimir Michailowitsch Mjassischtschew vom MAI, der Stellvertretende Direktor Iwan Wassiljewitsch Ostoslawski des Flugforschungsinstituts (LII) und der Triebwerkskonstrukteur Nikolai Nikolajewitsch Polikarpow ablehnten. Der Assistent des Dekans riet, nach Kaliningrad zu Sergei Pawlowitsch Koroljow zu fahren, der zusagte, so dass Ostaschew 1947 bis Ende 1948 unter Koroljows Leitung im Experimental-Konstruktionsbüro OKB-3 des Kaliningrader Zentralen Maschinenbauforschungsinstituts (Forschungsinstitut Nr. 88 (NII-88)) seine Diplomarbeit anfertigte.
1948–1951 arbeitete Ostaschew als Ingenieur und dann Oberingenieur im OKB-1 des NII-88. Sein Chef Koroljow förderte ihn, und 1951 wurde Ostaschew Gruppenleiter der Abteilung Nr. 5 des OKB-1. 1952 schloss er einen Kurs an der Staatlichen Technischen Universität Moskau ab sowie auch den Rest des Staatsexamens der Marxismus-Leninismus-Universität beim Stadtkomitee der KPdSU in Mytischtschi. 1953 wurde er Stellvertretender Leiter der Abteilung 19 des OKB-1, und 1956 trat er in die KPdSU ein. 1959 wurde er Leiter der Abteilung 721 des OKB-1.
1969 wurde Ostaschew Wissenschaftlicher Berater des Hauptkonstrukteurs für die Tests des OKB-1. 1973 übernahm er die Leitung des Komplexes Nr. 7 (Raketen- und Raumfahrttests). 1975 wurde er Testleiter im technischen Bereich des Kosmodroms Baikonur und damit auch Stellvertretender Technischer Leiter des Apollo-Sojus-Test-Projekts.
Ostaschews Berufstätigkeit war seit 1947 der Entwicklung und Anwendung von Raketen gewidmet. Insbesondere leitete er die Entwurfsplanung für die Interkontinentalrakete R-7, die ab 1953 gebaut und getestet wurde. Er war Autor und Co-Autor von über 200 Fachaufsätzen und Erfindungsmeldungen. Seit 1964 war er Dozent am Lehrstuhl für komplexe Systeme der Bemessung von Fluggeräten des MAI. Insbesondere hielt er Vorlesungen über die Erprobung der Raketentechnik für seine Mitarbeiter. Er beteiligte sich an der Beschreibung der Geschichte der RKK Energija, die aus dem OKB-1 hervorging. 1996 sprach ihm der russische Präsident Jelzin die Anerkennung für seine Beiträge zum Ausbau der nationalen Kosmonautik aus. Für die erzielten Ergebnisse in der beruflichen Tätigkeit von AI Ostashev wurde eine persönliche Rente von republikanischer Bedeutung zugewiesen.

## Nachleben
Nach Ostaschews Tod wurde gemäß seiner Verfügung seine Leiche eingeäschert und seine Asche nach Genehmigung der Regierung Kasachstans im Kosmodrom Baikonur im selben Grab wie sein älterer Bruder Jewgeni beigesetzt, der 1960 durch die Nedelin-Katastrophe ums Leben gekommen war. Nach Arkadi Ostaschew wurde der Stern Arkadia im Sternbild Waage benannt. Im Moskauer Kosmonautenmuseum befinden sich Dokumente aus Ostaschews persönlichem Archiv. An der Fassade des Mehrfamilienhauses, in dem Ostaschew von 1953 bis 1970 in Koroljow lebte, wurde 2024 eine Gedenktafel angebracht.

## Ehrungen
- Medaille „Für heldenmütige Arbeit im Großen Vaterländischen Krieg 1941–1945“ (1945)
- Orden des Roten Banners der Arbeit (1956) für die großen Erfolge bei der Entwicklung der Raketentechnik in Verbindung mit dem 10-jährigen Jubiläum des OKB-1
- Leninorden (1957) für den Sputnik 1-Flug
- Kandidat der Technischen Wissenschaften ehrenhalber (1959)
- Leninpreis (1960) für die Beteiligung an der Entdeckung und Erforschung des Strahlengürtels der Erde und an der Erforschung der Magnetpole der Erde und des Mondes
- Leninorden (1961) für den ersten Weltraumflug mit Juri Alexejewitsch Gagarin
- Orden des Roten Banners der Arbeit (1976) für die Planung und Durchführung des ersten internationalen Apollo-Sojus-Fluges
- Staatspreis der UdSSR (1979) für die Entwicklung des Raumtransporters Progress
- Medaille „Veteran der Arbeit“
- Jubiläumsmedaille „Zum Gedenken an den 100. Geburtstag von Wladimir Iljitsch Lenin“
- Gedenktafel an seinem Wohnhaus[13][14]